# Гісь Ольга Михайлівна
Гісь Ольга Михайлівна (нар.1959, )— український науковець, педагог, психолог.Стратегічний директор Школи вільних та небайдужих(м.Львів).Кандидат фізико-математичних наук, стипендіат Програми ім. Фулбрайта для науковців.
Автор програми розвитку продуктивного мислення учнів молодшого шкільного віку, втіленої в низці навчальних закладів України, співавтор підручників з математики для початкової школи.

## Біографія
Ольга Гісь закінчила із «золотою медаллю» середню школу № 13 у Івано-Франківську. Кількаразовий переможець республіканських та всесоюзних олімпіад з математики. Отримала диплом з відзнакою факультету прикладної математики та механіки Львівського національного університету ім. Франка, а також диплом психолога у цьому ж ВУЗі. Закінчила аспірантуру математичного факультету Львівського національного університету.  Захистила кандидатську дисертацію з математичного моделювання («Галуження розв'язків нелінійних інтегральних рівнянь теорії синтезу антен»). Працювала в системі Національної академії наук України (Інституту прикладних проблем механіки і математики НАН України, м. Львів). Лауреат міжнародної Програми Фулбрайта з обміну науковцями (Fulbright Scholar Program, 2008—2009). Стажувалась та проводила наукові досліджень на факультеті педагогічної психології та навчальних технологій та в Центрі творчості та розвитку таланту ім. Торренса (Університет Джорджії, Афіни, США).
Ольга Гісь розробляє та впроваджує інноваційні програми навчання. Розробила навчальну програму та серію посібників «Планета Міркувань» з розвитку продуктивного мислення учнів молодшого шкільного віку.  Курс «Мислення» за цією програмою був апробований і впроваджується у багатьох містах України.
Починаючи з 2014 року значна кількість дітей України навчається за підручниками з математики для початкової школи, які написали автори Ольга Гісь та Ірина Філяк. Підручники отримали гриф МОНу і щороку перевидаються великими тиражами.
Працюючи на посаді стратегічного директора Школи вільних та небайдужих (м.Львів),Ольга Гісь займається організацією та розробкою методичних матеріалів, інтерактивних платформ, впровадженням нових цікавих курсів, білінгвістичного навчання тощо.